# 异丁酰胺

异丁酰胺（英語：Isobutyramide）是一种酰胺类有机化合物，分子式为C4H9NO，示性式為CH3CH(CH3)CONH2，和正丁醯胺是同分异构体。
可形成异丁酰胺基官能团：R-NH-CO-CH(CH3)2

异丁酰胺基官能团